# FK ASK Riga
|  | No s'ha de confondre amb ASK Riga. |

El FK ASK Riga fou club de futbol letó de la ciutat de Riga. Era el club de l'exèrcit de Letònia.

## Història
El club va ser fundat el 1923. L'any 1932 guanyà la seva primera lliga nacional. L'any 1945 el club fou desfet per les noves autoritats soviètiques. Un nou club amb el nom FK AVN fou creat, adoptant més tard novament el nom ASK. El 1970 desaparegué.
Evolució del nom:
- 1923: ASK (Atletiskais SK)
- 1945: AVN (Armijas Virsnieku Nams)
- 1956: ASK (Armijas SK)

## Palmarès
- Lliga letona de futbol:[3]
  - 1932, 1942, 1943, 1950, 1952, 1960, 1964, 1962, 1963, 1964, 1965
- Copa letona de futbol:[4]
  - 1943, 1950, 1951, 1952, 1959, 1960, 1966